# Дерек Степан
Дерек Степан (англ. Derek Stepan; 18 червня 1990, м. Гастінгс, США) — американський хокеїст, центральний нападник. Виступає за «Нью-Йорк Рейнджерс» у Національній хокейній лізі.
Виступав за «Шаттак Сен-Маріз» (USHS), Університет Вісконсину (NCAA), «Нью-Йорк Рейнджерс».
В чемпіонатах НХЛ — 94 матчі (22+28), у турнірах Кубка Стенлі — 5 матчів (0+0).
У складі національної збірної США учасник чемпіонату світу 2011. У складі молодіжної збірної США учасник чемпіонату світу 2010.
Досягнення
- Переможець молодіжного чемпіонату світу (2010).